# 통사론
통사론(統辭論, 영어: syntax) 또는 구문론(構文論)은 단어가 문장을 이루는 방법을 연구하는 언어학의 하위 분야이다. 통사론이 주요하게 문장을 기본 대상으로 하여 문장의 구조나 기능, 문장의 구성 요소 따위를 연구하는 학문이라는 맥락에서 언어학의 한 분야로 문장론 또는 어법학 또는 문법론 등으로 불린다. 언어의 문법에서 (형태론에 대비하여) 구문론이 차지하는 비중에 따라 언어를 교착어·굴절어·고립어 등으로 구분하기도 한다. 구문론에서 주어·목적어·동사의 통상 배열 순서에 따라 언어를 SOV언어·SVO언어 등으로 구분하기도 한다.

## 통사론의 여러 학설
현재 통사론은 여러 방향에서 접근이 이루어지고 있다. 통사론을 바라보는 처지의 한쪽 극단을 통사론이 궁극으로 인간 심리의 구조를 규명하는 학문이라고 보는 실재론상 입장이라고 한다면, 다른 한쪽 극단은 통사론을 추상성을 띤 형식 체계를 대상으로 한 연구로 간주하는 플라톤주의 성격을 띤 처지다. 또 한편에서는 통사론이 분류론으로 간주되기도 하고 다른 한편에서는 언어철학의 일부로 간주되기도 한다. 통사론의 여러 학설을 견해별로 분류하면 대체로 다음과 같다.

### 생성문법
생성문법의 기본이 되는 가정은 언어 구조가 곧 인간 마음의 구조라는 것이다. 생성문법가들은 내재 성격을 띤 언어(I-Language)를 대상으로 한 완결된 모형을 제시하고자 한다. 이 모형은 세계 모든 언어의 구조를 기술하고 문법상으로 적격한 문장을 예측할 수 있어야 한다. 언어를 대상으로 한 이런 접근법은 노엄 촘스키에서 시작되었다. 생성문법가들은 대체로 문장의 성분 구조에 기초하여 통사에 관계된 분석을 시도한다. 생성문법은 문장의 형식상 구조에 주로 관심을 기울이며 의사소통 기능에는 상대로 소홀한 편이다.
생성문법의 학설 가운데 다음 이론들은 이른바 촘스키주의로 분류된다.
- 변형 문법(TG) (1950~1960년대의 촘스키의 이론)
- 지배 결속 이론(GB) (1970~1980년대의 촘스키의 이론)
- 최소주의 프로그램 (MP) (1995년 이후 촘스키의 이론)

그 외의 학설로는 다음과 같은 것들이 있다.
- 생성의미론 (1970년대)
- 관계문법(RG) (1970년대)
- 일반화구구조문법(GPSG) (1970~1980년대)
- 핵중심구구조문법(HPSG)
- 어휘기능문법(LFG)
- 나노통사론
- 단순통사론

### 의존문법
의존문법은 의존관계에 의해 구조를 정의하는 통사론으로, 성분구조에 따라 구조가 정의되는 구구조문법(생성문법에서 주로 채택하는 구조 분석 방식)과 대립된다. 의존문법론에서는 단어와 그 단어가 가지는 의존관계가 중시된다.
의존문법으로 간주되는 학설들에는 다음과 같은 것들이 있다.
- 대수통사론
- 단어문법
- 운용자문법
- 의미-텍스트 이론
- 기능생성기술

### 추계문법/확률문법/연결망이론
문법성에 대해 이분법적 태도를 취하지 않는 확률론자들이 추구하는 문법이다. 이들은 대체로 신경망 이론이나 연결주의의 영향을 많이 받았다.
- 최적성 이론
- 추계적 문맥자유문법

### 기능주의 문법
기능주의 이론은 문장의 기능(대체로 의사소통 기능)에 기반을 둔 문법 설명을 추구한다. 기능주의 문법에는 대체로 다음과 같은 이론들이 포함된다. 그 외에 구노 스스무(久野 暲), 타미 기본(T. Givon), 버나드 콤리(B. Comrie) 등은 자신들의 연구 방법론에 특별한 이름을 붙이지 않았으나 대체로 기능주의 문법가에 속하는 것으로 이해된다.
- 기능담화문법
- 체계기능문법(SFG)
- 인지문법
- 구문문법(CxG)
- 역할지시문법(RRG)
- 창발문법

## 같이 보기
- 문장 성분
- 한국어의 문장 성분
- 수식어